# تي جاي أومالي
تي جاي أومالي (بالإنجليزية: T.J. O'Malley)‏ هو مهندس فضاء جوي ومهندس أمريكي، ولد في 15 أكتوبر 1915 في مونتكلير ‏ في الولايات المتحدة، وتوفي في 6 نوفمبر 2009 في كوكاو بيتش في الولايات المتحدة بسبب ذات الرئة.